# Grey Owl (filme)
Grey Owl é um filme de drama, romance e biografia canado-britânico de 1999 e realizado por Richard Attenborough.

## Sinopse
Baseado numa história verídica. Archie Grey Owl (Pierce Brosnan) foi um índio britânico que viveu no Canadá, para caçar ursos e lobos numa temporada de caça. Ele serviu como um escritor e conservacionista. Grey Owl escreveu livros e caçou os animais numa própria vida. Durante no seu casamento, Grey Owl casou-se com Anahareo e a vida pode durar até ao fim.